# واجهة المستخدم

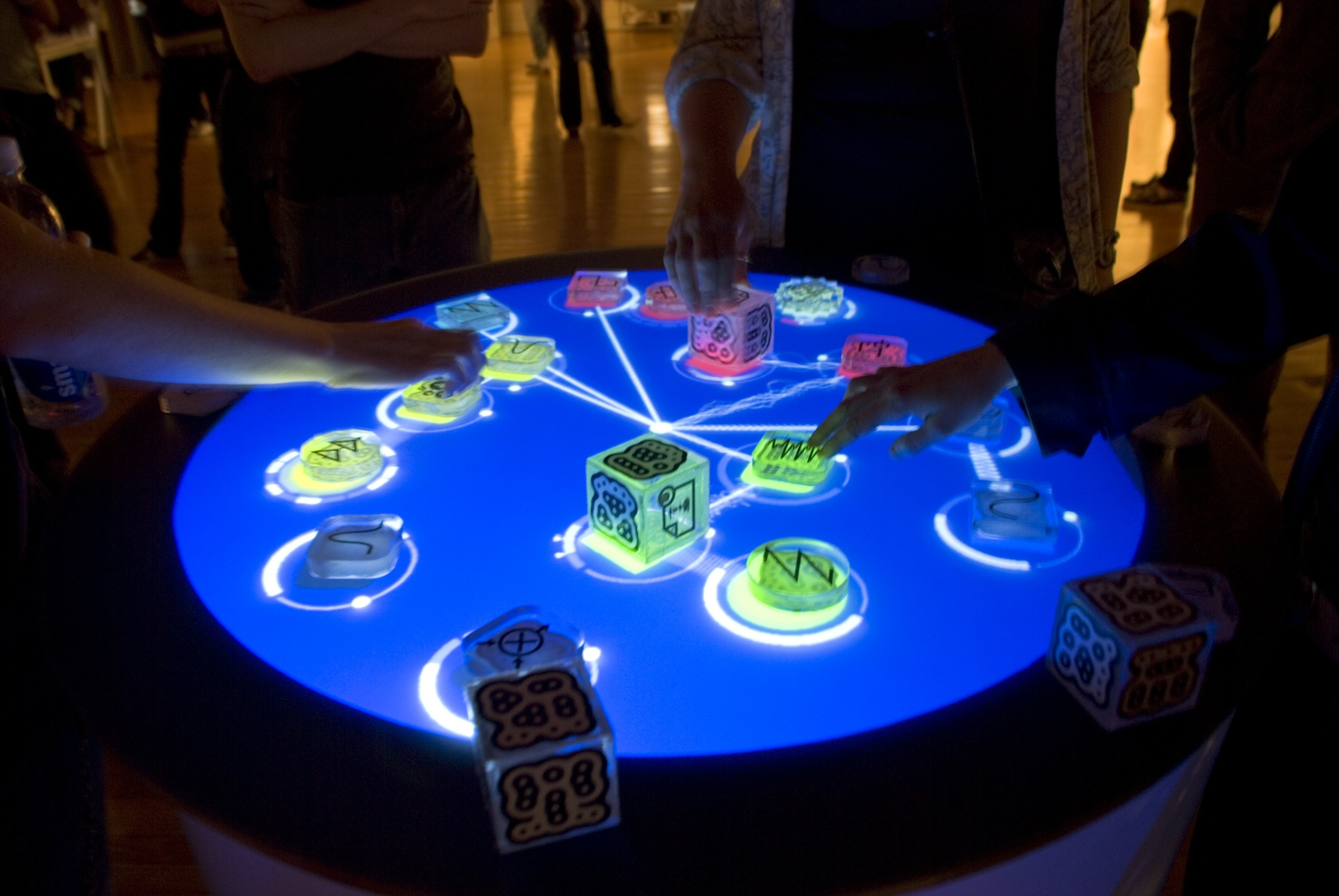
مثال على واجهة مستخدم لمسية

إن واجهة المستخدم في مجال التصميم الصناعي لتفاعل الإنسان مع الآلة، هي مجموعة من الوسائل التي يتفاعل بها الأشخاص (المستخدمون) مع منتج أو خدمة رقمية كاستخدام آلة، أو جهاز، أو برنامج حاسوبي، أو أي أداة معقدة أخرى (النظام). ويتم الوصول إلى هذه الوسائل بعدة طرق مثل الأزرار والرموز.
هدف هذا التفاعل هو السماح بعمليات فعالة والتحكم الكبير للآلات من قبل الإنسان في الوقت الذي تقوم به الآلة بتزويد معلومات تساعد المشغل على عملية اتخاذ القرار. تتضمن الأمثلة على هذا المفهوم الواسع النطاق لواجهات المستخدم مظاهر التفاعل في أنظمة تشغيل الحاسوب وأدوات التحكم باليد وأدوات التحكم في المعدات الثقيلة.
مع انتشار الحواسيب الشخصية وتراجع معرفة وخبرة المجتمع بالمعدات الثقيلة، فمصطلح واجهة المستخدم يشير عادة إلى واجهة المستخدم الرسومية، بينما لوائح التحكم الصناعية ونقاشات تصميم تحكم الآلات يشار إليهم غالباً بواجهات إنسان_آلة.
مصطلحات أخرى لواجهة المستخدم تشمل: واجهة إنسان_حاسوب وواجهة رجل-آلة (MMI)

## لمحة عامة

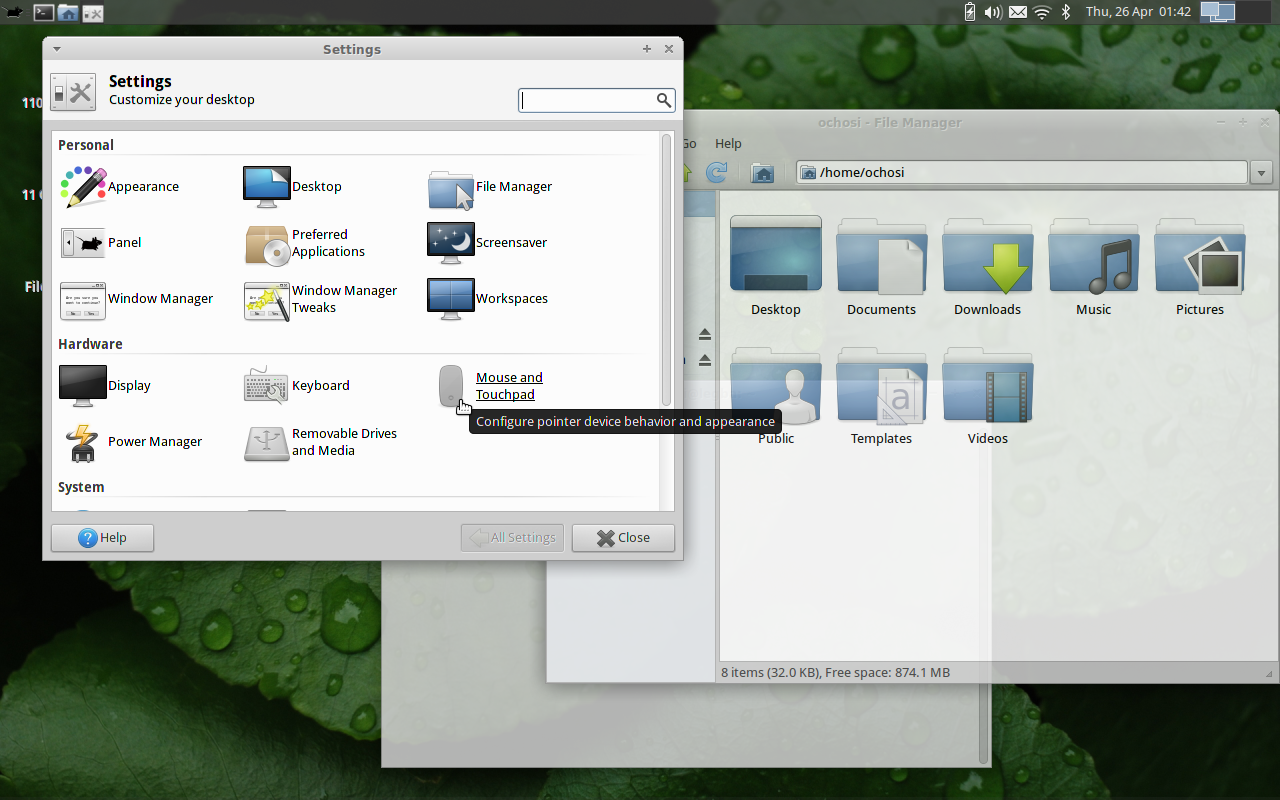
واجهة مستخدم رسومية الخاصة بسطح مكتب Metaphor

إن واجهة المستخدم أو واجهة إنسان-آلة هو الجزء من الآلة المسؤول عن التفاعل بين الإنسان والآلة، فشاشات اللمس مثال حي على الجزء الفيزيائي المرئي لواجهة إنسان-آلة والتي يمكن أن نراها ونلمسها.
في الأنظمة المعقدة، تكون واجهة إنسان-آلة محوسبة، أي أنها برمجية وليست قطعة فيزيائية، ومصطلح واجهة إنسان-آلة يشير إلى هذا النوع من أنظمة التفاعل. في سياق الحوسبة فإن هذا المجال يتسع ليشمل جميع البرمجيات المصممة للتحكم بالأجزاء الفيزيائية المستخدمة لتفاعل إنسان-حاسوب.
توفر واجهة نظام الحاسوب وسائل ل:
- الدخْل: تسمح للمستخدمين بالتعامل مع النظام.
- الخرْج: تسمح للنظام بالتجاوب مع تعاملات المستخدم.

## أهمية واجهة المستخدم
لواجهة المستخدم دوراً كبيراً في توجيه المستخدم خلال تعامله مع أنظمة الحاسوب المختلفة. تقوم واجهة المستخدم بتوجيه المستخدم في إتمام الوظائف المختلفة. والواجهة الجيدة هي التي من خلالها لا يبذل المستخدم الكثير من الوقت والجهد في استخدامها. وتسهل واجهات المستخدم التفاعل مع البرامج. في واجهة المستخدم الرسومية يكون الاعتماد فيها على الرموز والنقر بعكس واجهة الأوامر النصية التي تعتمد على إدخال الأوامر وبذلك تساعد واجهات المستخدم على إدخال البيانات أو الأوامر المطلوبة.

## تاريخ موجز لواجهة المستخدم (UI)
لم تكن الواجهات الرسومية موجودة تجارياً، ولكن إذا أردت استخدام جهاز كمبيوتر عليك كتابة أسطر البرمجة. وعليك كتابة سطور غير محدودة إذا ما أردت التواصل مع مستخدمين آخرين وعبر لغات البرمجة وذلك لإنجاز مهمة بسيطة.
تم تطوير أول واجهة مستخدم رسومية (GUI) من قِبَل علماء الكمبيوتر في شركة Xerox PARC بحلول الثمانينات من القرن الماضي. وبذلك يستطيع المستخدمين إرسال الأوامر بصرياً عبر الأزرار والرموز والقوائم للتفاعل مع أجهزة الكمبيوتر الشخصية الخاصة بهم. وكان أول كمبيوتر منزلي ناجح تجارياً يستخدم هذا النوع من الواجهات هو جهاز Macintosh الذي أصدرته Apple Computer في عام 1984. أصبحت تكنولوجيا تصميم الواجهات تكنولوجيا متنامية، وتطور دور مصمم واجهة المستخدم وهذا ما فتح المجال للمصممين لإظهار إبداعهم.
في عصرنا الحالي، أصبحت أجهزة الكمبيوتر جزءاً مهما من الحياة اليومية وهذا ما يبين أهمية الاستمرار في تطوير الواجهات لجعل استخدام المنتجات الرقمية فعالاً.

## المهام الأساسية لمصمم واجهة المستخدم (UI)
– الشكل والشعور
- تحليل العملاء.
- بحوث التصميم.
- تطوير العلامة التجارية والرسوم البيانية.
- دليل الاستخدام.

– الاستجابة والتفاعل
- تجاوب التصميم مع الأجهزة المختلفة.
- نماذج واجهة المستخدم.
- التفاعل مع الرسوم المتحركة.
- التنفيذ مع المطور.[1]

## أنواع واجهات المستخدم
هناك عدة أنواع لواجهات المستخدم، ولكن أبرزها نوعان: واجهة المستخدم الرسومية وواجهة الأوامر النصية.
1. واجهة المستخدم الرسومية (بالإنجليزية): (واجهة مستخدم رسومية (GUI)): واجهة المستخدم الرسومية عبارة عن عرض رسومي، بياني، في نافذة واحدة أو عدة نوافذ، يتكون من عدة مكونات . من هذه المكونات : زر الضغط، زر الاختيار. تتيح هذه المكونات للمستخدم إنجاز مهام ضمن الحاسب الألي .
2. واجهة الأوامر النصيّة (بالإنجليزية): (واجهة سطر الأوامر (CLI)) : تعتبر هذه الواجهة بين الحاسب الألي والمستخدم، حيث يسمح للمستخدم أن ينفذ الأوامر بطريقة فعالة جدًا، ويسمح أيضا للمستخدم التعامل مع النظام عن طريق طباعة الأوامر باستخدام لوحة المفاتيح وتخرج النتيجة على شكل نص مطبوع على الشاشة.

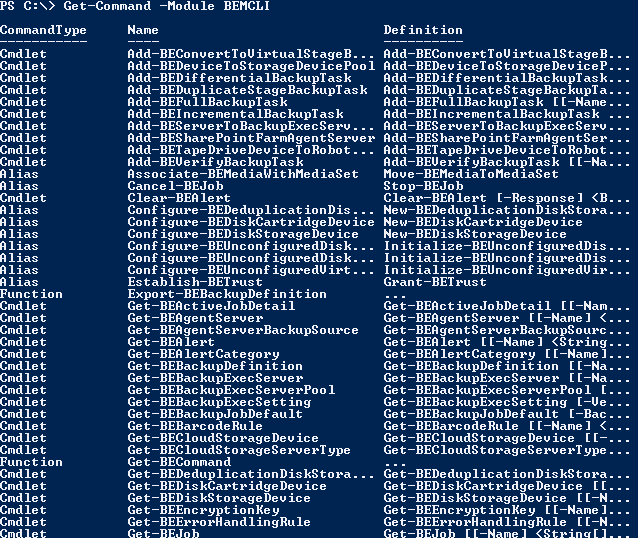
مثال لواجهة الأوامر النصية

## أمثلة من واجهات المستخدم وعناصر التحكم
تتضمن بعض أمثلة واجهات المستخدم ما يلي:

### عناصر التحكم حسب الحالة
يعتمد الناتج على متغير النظام، وعادة ما يكون حالة النظام.
أمثلة:
- لوحة المفاتيح عند تحرير النصوص. يعتمد ناتج الضغط على العديد من المفاتيح على أوضاع كابس لوك ومفتاح الأرقام (Num Lock) والكتابة فوق.
- الأزرار في جهاز التحكم عن بُعد الخاص بالتلفاز. ينطبق ناتج الضغط على مفتاح التشغيل والإيقاف وإعادة الضبط والتصفح على المصدر المحدد، الذي قد لا يكون المصدر الذي يريده المستخدم.
- كان تأثير عجلة القيادة على الدفة في حاملة النقط توري كانيون (Torrey Canyon) يعتمد على وضع رافعة التحكم في القيادة بالنسبة لنظام الطيار الآلي.

يحتاج المستخدمون إلى إدراك حالة النظام أثناء تشغيل عناصر التحكم تلك. فالإخفاق في ملاحظة تغيير الحالة دون قصد يؤدي إلى نتائج غير مطلوبة. وتلك الإخفاقات تؤدي إلى تغذية راجعة سلبية، مما يعوق اكتساب المهارات. وفي بعض الحالات قد تؤدي تلك الإخفاقات إلى وقوع حوادث.

### عناصر التحكم دون اعتبار الحالة
يكون الناتج مستقلاً عن أي من متغيرات النظام.
فعناصر التحكم هذه هي تلك العناصر التي تدعم التوجه المباشر من إطار النوايا إلى الأفعال.
أمثلة:
- الصف العلوي (في مقابل اللوحة الرقمية) لمفاتيح الأرقام في تحرير النصوص
- مفاتيح التبديل ثنائية الحالة، مثل تشغيل/إيقاف الطاقة والتحكم في الضوء

إن عناصر التحكم دون اعتبار الحالة سهلة الاستخدام، ذلك أن تأثيرها يكون متسقًا: يقوم عنصر التحكم دون اعتبار الحالة بتشغيل وظيفة فريدة، تكون مستقلة عن تاريخ الإجراءات السابقة: ولا يحتاج المستخدم إلى فحص حالة النظام والتأكد منها أو للتفكير في النتائج المحتملة. يسهل أيضًا تعلم عناصر التحكم دون اعتبار الحالة، فهي لا تسبب الأخطاء. فهي توفر إمكانية التشغيل دون مشكلات.

### عناصر تحكم ضبط القيمة
هي عناصر التحكم التي تستخدم لضبط قيمة متغير مستمر، مثل الأجهزة التناظرية.
أمثلة:
- عناصر التحكم التناظرية المستخدمة للتحكم في النظم الديناميكية، مثل القيادة،
- ضبط المؤشر على الشاشة باستخدام الماوس،
- ضبط شدة الصوت في نظام التلفاز أو الهاتف،
- ضبط حد المستشعرات، كما هو الحال في نظم الإنذار.

يسهل استخدام عناصر تحكم ضبط القيمة، حيث يكون المستخدم هو مركز الحدث ويركز على معامل واحد ويقيم تأثير الإعداد الحالي ويحصل على رد فعل مباشر حول تأثير ذلك على الإعداد.

## اقرأ أيضا
- واجهة (حوسبة)
- واجهة مستخدم رسومية